# أودينارد (بلجيكا)
دائرة أودينارد ((بالألمانية: Arrondissement Oudenaarde)؛ (بالفرنسية: Arrondissement d'Audenarde)‏) هي إحدى الدوائر الإدارية الست في مقاطعة فلاندرز الشرقية، ببلجيكا. تعتبر دائرة إدارية وقضائية على حد سواء. ومع ذلك، تضم الدائرة القضائية لأودينارد أيضًا بلديات غيرادسبيرغن وهرتزل وسينت ليفينز هوتيم وزوتيغيم في دائرة الست.

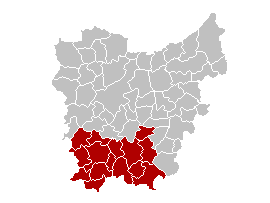
موقع الدائرة القضائية في فلاندرز الشرقية

## البلديات
تتكون دائرة أودينارد الإدارية من البلديات التالية:
- براكيل [الإنجليزية]
- هوريبيكي [الإنجليزية]
- كلويسبيرجين [الإنجليزية]
- كرويسيم [الإنجليزية]
- ليردي [الإنجليزية]
- ماركيدال [الإنجليزية]
- أودينارد
- رنز
- فورتيغيم-بيتيغيم [الإنجليزية]
- زوالم [الإنجليزية]

في 1 كانون الثاني (يناير) 2019، ضُمت بلديات كرويشوتيم [الإنجليزية] وزينجم [الإنجليزية] إلى بلدية كروسيم الجديدة.